# 溥侊
溥侊（1904年3月19日—1960年代），愛新覺羅氏，道光帝之曾孫，載洵之子，嫡福晉必祿氏所出，外祖父為法部左丞善佺。
元配為侍郎增崇之女察哈拉氏，1934年離婚，娶京劇名旦雪豔琴（本名黃詠霓），隨繼室皈依回教，取經名阿里，放棄宗室身份，生三女一子。溥侊信教虔誠，嚴守戒律，常赴西單牌樓清真寺參加聚禮，1938年出席東京大清真寺建成典禮。幼女金蕊蟬嫁白鳳鳴；子黃世驤功京劇老生，隨母姓，登記為回族。